# Сойотско-цаатанский язык
Сойо́тско-цаата́нский язык (или сойо́тский) — исчезнувший и возрождаемый язык малого народа сойотов. Это тюркский язык, близкородственный тувинскому, тофаларскому и кёк-мончакскому.
Сойотский язык наиболее близок к тофаларскому языку — языку родственного сойотам народа тофаларов.
В России сойотский язык был распространён на территории Бурятии у народа сойоты, и на 2023 год он является спящим языком (им владеют люди, частично выучившие его во взрослом возрасте).

## Распространение
Сойотский язык — родной язык народа сойоты, живущего в Южной Сибири и Северной Монголии. Современные сойоты — один из малочисленных народов России, представители которого компактно проживают в основном в Окинском районе и немного в Тункинском районе Республики Бурятия Российской Федерации.
По данным лингвистов Института языкознания РАН на 2023 год у сойотского языка в России нет носителей, и на территории России он является спящим (спящим лингвисты называют язык, которым владеют люди, частично выучившие его во взрослом возрасте).

## История
Исторически сойоты жили в Монголии в районе озера Хубсугул. Они кочевали на территории дархатских сомонов Ханха и Уури и в районе священной для них горы Ринчинлхумб. Приблизительно 350—400 лет назад роды иркит, хаасуут и онхот откочевали в Тунке и Закамне, часть из них сменили кочевое оленеводство на животноводство и осели там (стали осёдлыми), они постепенно слились с бурятами, потеряв владение родным языком. Остальные, оставшись оленеводами, постепенно откочевали на водораздельный хребет рек Оки и Иркута возле озера Ильчир (ныне это территория Окинского района Республики Бурятия).
До 1930-х годов практически все сойоты владели родным языком и использовали его в быту. В 1930-х в СССР кочевых оленеводов советская власть переводила на оседлость, в том числе живших в Бурятии сойотов. Были образованы оленеводческие колхозы и сойоты компактно поселились в посёлках Сорок, Хурга, Боксон, кроме того они жили в посёлке Орлик. В результате бурятский язык постепенно вытеснил у них родной язык. В 1963 году Окинский район был включен в состав Бурятской АССР, что ускорило замещение у сойотов родного языка бурятским. К концу XX века живущие в России (в Бурятии) сойоты практически полностью обурятились.
Советские лингвисты изучали сойотский язык с 1960-х, наблюдали его в полевых экспедициях в 1970-х, когда его знали, в основном, старики, но они уже тогда не говорили на нём. Позже лингвисты встречали владеющих сойотским языком пожилых людей в начале 1990 годов. В дальнейшем сойотский язык был утрачен.
В XXI веке администрацией Окинского района и республиканскими властями Бурятии было принято решение о преподавании сойотского языка в младших классах сойотских школ.
С 2005 года сойотский язык факультативно изучается в Сорокской школе.
В 2006 году сойотский язык введен в учебный план Сорокской школы и стал в ней обязательным предметом.
К 2005 году в Монголии в Дархатском крае к западу от озера Хубсугул продолжали обитать тюркоязычные оленеводы родов иркит, хаасуут и онхот, от которых ведут свою родословгую сойоты, живущие ныне в РФ.

## Диалекты
Сойотско-цаатанский язык делится на два диалекта: сойотский (сойыт) в Окинском районе Республики Бурятия в РФ и цатанский (туъһа) в Дархатском крае Монголии.
Согласно другой точке зрения, в Монголии два диалекта — цатанский и уйгуро-урянхайский.

## Письменность
В 2001 году лингвисты под руководством профессора В. И. Рассадина разработали сойотского языка письменность на основе кириллицы, и в 2003 году издан словарь («Сойотско-бурятско-русский словарь»), на 2005 год готовились к изданию букварь и учебники для школ, обучались учителя с целью преподавать сойотский язык в сойотских школах Окинского района Бурятии.
Сойотский алфавит (согласно сойотско-бурятско-русскому словарю 2003 года):
| А а | Б б | В в | Г г | Ғ ғ | Д д | Е е | Ё ё |
| Ж ж | З з | И и | І і | Й й | К к | Қ қ | Һ һ |
| Л л | М м | Н н | Ң ң | О о | Ө ө | П п | Р р |
| С с | Т т | У у | Ү ү | Ф ф | Х х | Ц ц | Ч ч |
| Ҷ ҷ | Ш ш | Щ щ | Ъ ъ | Ы ы | Ь ь | Э э | Ә ә |
| Ю ю | Я я |     |     |     |     |     |     |

Долгота гласных обозначается удвоением буквы, фарингализация — подстановкой после буквы твёрдого знака (ъ).

## Комментарии
1. ↑  Сорокская сойотская школа-интернат среднего общего образования в улусе Сорок в Окинском районе Республики Бурятия